# Паладій (Шерстенников)
Паладій Шерстенников (в миру Павло Шерстенников; 5 (17) квітня 1896, село Больше-Ройське, Уржумський повіт, Вятська губернія — 23 квітня 1976, Орел) — єпископ Російської православної церкви, митрополит Орловський і Брянський.

## Біографія
Народився в сім'ї священика. Брат священика Олександра Шерстенникова (1887—1946) і професора Миколая Шерстенникова.
У 1917 році закінчив Вятськую духовну семінарію і вступив до Казанської духовної академії.
У тому ж році був призваний до армії.
У 1918 році після повернення з армії був псаломщиком у Вятській єпархії.
У 1920 році відновив заняття богослов'ям, а потім вступив на медичний факультет Казанського університету.
21 листопада 1921 року вікарієм Казанської єпархії єпископом Чебоксарським Афанасієм Малініним був висвячений в сан диякона і призначений кліриком Благовіщенського кафедрального собору Казані.
18 червня 1922 митрополитом Казанським і Свіязьким Кирилом Смірновим висвячений в сан священика. У тому ж році пострижений в чернецтво з ім'ям Паладій.
У вересні 1924 року із благословення Патріарха Тихона зведений в сан архімандрита і призначений виконуючим обов'язки настоятеля Іоанно-Предтеченського монастиря міста Казані.
1 червня 1926 року Заступником Патріаршого Місцеблюстителя митрополитом Сергієм призначений настоятелем Кізічеського Введенського монастиря поблизу Казані.
14 грудня 1930 року в Казані хіротонізований на єпископа Єлабузького, вікарія Казанської єпархії. Хіротонію здійснювали: архієпископ Казанський і Свіязький Афанасій Малінін)і єпископ Іриней Шульмін), вікарій Казанської єпархії.
24 серпня 1933 призначений єпископом Ржевським, вікарієм Калінінської єпархії.
31 березня 1936 року призначений єпископом Олонецьким і Петрозаводським. Незабаром повернений на Ржевську кафедру.
10 грудня 1937 року призначений єпископом Калінінським.
29 жовтня 1938 возведений у сан архієпископа.
У серпні 1939 року співробітники НКВС провели арешти у Твері, був заарештований і єпископ Паладій. Відправлений до табору. 15 серпня 1947 року звільнений.
29 жовтня 1947 року призначений архієпископом Семипалатинським і Павлодарським.
У вересні 1948 року призначений тимчасово керуючим Омською єпархією. 18 листопада того ж року призначений архієпископом Омським і Тюменським.
21 лютого 1949 року призначений архієпископом Іркутським і Читинським.
9 червня того ж року йому було доручено тимчасове управління Хабаровською єпархією. З тих пір аж до 1988 року Хабаровська єпархія тимчасово управлялася Іркутськими єпископами.
За словами архієпископа Анатолія Кузнєцова:
|  | «Я пам'ятаю, яким Владика Паладій приїхав після табору: шкіра та кістки! Це страшно, що він пережив, не дай Бог потрапити туди! <...> Владика після своєї каторги, звичайно, хотів показати, що він не ворог радянської влади. <...> Але, навіть будучи правлячим архієреєм, він залишався невиїзним, тому що судимість з нього не зняли. <...> Він намагався вибудувати відносини з іркутським уповноваженим так, щоб не здаватися йому противником і "релігійним фанатиком", щоб захистити єпархіальне духовенство, службовців від усяких нападок і забезпечити нормальне церковне життя. Він робив у цьому відношенні, що було можливо, і йому це вдавалося. Зрештою, він знайшов дорогу до нормальних відносин з уповноваженим Житовим, і той навіть клопотав за Владику про зняття з нього судимості». |

В результаті судимість було знято.
25 лютого 1951 нагороджений правом носіння хреста на клобуку.
20 лютого 1958 року призначений архієпископом Київським і Вольським.
З 12 вересня 1959 по 22 березня 1960 року тимчасово керував Куйбишевсько-Сизранською єпархією, до якої на той час була приєднана Ульяновсько-Мелекеська єпархія. Протягом тимчасового управління архієпископом Палладієм даною єпархією завершилася інтеграція Ульяновської єпархії у Куйбишевську на правах благочиння, хоча формально вона і не скасовувалася.
29 травня 1963 року призначений архієпископом Орловським і Брянським.
11 травня 1963 нагороджений орденом святого князя Володимира I ступеня.
25 лютого 1968 возведений у сан митрополита.
10 квітня 1970 року брав участь в засіданні Священного Синоду, який обговорював питання про дарування автокефалії Північноамериканській митрополії.
У тому ж році очолив делегацію Російської православної церкви при поїздці до Польщі на інтронізацію митрополита Варшавського і всієї Польщі Василя.
1 грудня 1970 року у зв'язку з 40-річчям архієрейського служіння нагороджений правом носіння двох панагій.
З 6 січня 1976 митрополит Паладій знаходився в лікарні. Помер 23 квітня 1976 року після тривалої і важкої хвороби. Похований на центральному Хрестительському кладовищі Орла.
У 2013 році особистий архів архієпископа Палладія разом з іншими документами єпархії були передані до Державного архіву Орловської області. У лютому 2017 року завершено його опис.

## Твори
- Письмо священнику, собиравшемуся перейти в обновленчество, 1929